# 3087 Beatrice Tinsley
3087 Beatrice Tinsley (1981 QJ1) là một tiểu hành tinh vành đai chính được phát hiện ngày 30 tháng 8 năm 1981 bởi Alan C. Gilmore và Pamela M. Kilmartin ở Mount John.